# 知识社会学
知识社会学研究的是观念的社会根源，以及盛行观念对社会的影响。
知识社会学一词首先被广泛用于1920年代，当时，一些说德语的社会学家对此作了充分研究，其中著名的有德國價值學家馬克斯·舍勒和卡爾·曼海姆（《意识形态和乌托邦》）。20世纪中期，功能主义在学术界占统治地位，知识社会学一直处于主流社会学的边缘领域。1960年代，尤其是在彼得·伯格和托马斯·卢克曼写了《现实的社会构建》（The Social Construction of Reality，1966）之后，该学科受到普遍重视，并仍是理解人类社会的重要方法。

## 學派

### 卡爾·曼海姆
曼海姆生於匈牙利首都布達佩斯中產階級猶太人家庭，早期曼海姆活躍於匈牙利布達佩斯的知識份子圈。年輕時受德國觀念論影響，後來也接觸馬克思主義。但他並未贊同無產階級革命的理念。後來因政治牽連，曼海姆前往德國，開始他的第二個時期。這時期曼海姆受到之前政治的不愉快經驗，而不再直接投入政治活動，轉以學術界為對象，以學者身分自居，扮演學術性的角色，發表學術研究。一九三三年，曼海姆移居英國。在英國倫敦時期，曼海姆也轉變了想要對話的對象。不僅教社會學也教教育學，開始向媒體、大眾互動，在較通俗的刊物發表研究論述。開始關心社會秩序、社會重建等議題。曼海姆最後於一九四七年初猝然去世，享年五十四歲。
參考書籍：《曼海姆：從意識形態到知識社會學詮釋學》，黃瑞祺著，2000年，巨流圖書公司出版。

### 马克斯·舍勒
德國哲學家舍勒對於知識社會學也提出諸多觀點(黃瑞祺，2000)，其將觀念、價值、知識的領域稱為理念要素(ideal factor)，將自然與社會的實在稱為現實要素(real factor)，包括：種族、親屬、權力結構、生產要素、人口、地理等，而在歷史演進上，這些要素有其時空推移，發展所謂的「三階段定律」：最早階段，血緣或親屬關係最為重要，次一階段是政治權力，最後則是經濟因素。謝勒的知識社會學曾提出三大公理 (關永中，2005)，並指出：團體之知優先於個體之知，個體須浸潤在團體內，個體之知需以團體之知做前提才得以造就，沒有團體之知即無從展現個人之知。由此可知，舍勒知識社會學強調個人依附於團體社會之必要，個人之思想、知識，亦為社會團體所影響。
知識社會學對舍勒來說，是文化社會學之一部分。其曾宣稱「知識社會學的全體當作文化社會學的一個部分」，並又說「並由此對文化社會學來說一種人的精神理論，以及對於事實社會學來說一種人類的衝動理論都是必要的預設。」在其對於知識的分類上，舍勒認為知識有三種形式(或稱三主類知識)(江日新，1990；關永中：2005)：解脫或救贖的知識、陶冶的知識、成就或宰制自然的知識，其三分法的依據是對於知識訴求與條件而言，也就是在宗教、形而上學、實證科學中各有其動機、認知精神之行動群、目的、人格類型、社會群體。在解脫或救贖的知識中，其動機是想認取神性或自在之在之知識；陶冶的知識其目的在於讓精神的人格透過其創造之制度制定及自我完成而完全取認其作為小宇宙之意義與價值。成就或宰制自然的知識目的在於提供人在生存層面上能宰制環境之能力，透過人類發達之智慧，間接運用工具以塑造其生存空間。在謝勒知識社會學中對於形式問題的第二公理探討上，由於社會表層與裡層間的三重配合才得以編織出群體共享之知。表層所論述的是團體組織與個體的參與互動配合，在裡層則談到團體存有的二屬性：包括上層結構所謂團體的「靈」(或稱群體精神)、底層結構所謂團體的「魂」(或稱群體靈魂)，二者可說是知識社會學進展之基礎(舍勒著、艾彥譯，2000)。團體的「靈」所指的是團體中某些特選者，只呈現在一些具有位格性的代表，如：哲學家、科學家，其提供團體共享的理想，以驅動社會力量而止於至善。團體的「魂」本身則是非位格的(impersonal)、佚名的(anonymous)，有機的在人群內生長，可類比為人之生命力、向社會提供著行事衝勁。表層所論述的團體組織與個體參與，謝勒各提出了四種對應關係，在團體組織方面，包含四類組織模式：群眾、血族、社團、位格團體，其各自參與團體經驗之途徑則對應如下：情緒感染、傳統、語言象徵、宗教象徵與神秘直覺。這意味著個體參與團體運作之過程，在參與團體過程以後，團體之知亦將產生。在團體運作之過程中，由於牽涉團體之知之群眾渲染與掌握因而涉及相關政治運作的成份。
但須了解的是，舍勒雖主張團體之知先於個人之知，然其卻相當著重人對於知識生產的起源，並認為這種起源經過諸多過程之後感染了團體中的個體，最終造就了團體之知。而團體之知爾後即影響了個人之知。

## 先驅
- 弗蘭西斯·培根
- 詹巴蒂斯塔·維科
- 黑格爾
- 狄爾泰
- 尼采